# Рокки Бальбоа
Роберт (Рокки) Бальбоа (англ. Robert "Rocky" Balboa; род. 6 июля 1945 года, Филадельфия, США) — персонаж серии фильмов «Рокки», профессиональный боксёр, тренер и предприниматель. Прозвище на ринге — «Итальянский Жеребец» (англ. The Italian Stallion). Создатель и исполнитель роли — Сильвестр Сталлоне.

## Биография
Я продолжаю твердить: я больше чем Рокки. Но правда в том, что это не так. Я хотел бы быть хотя бы половиной его. Я был глуп. Рокки — одно из самых честных моих творений.
Рокки Бальбоа был единственным ребёнком в итало-американской семье. Родился 6 июля 1945 года. Он обучался с большим усердием, таким образом он хотел стать похожим на своего кумира, Рокки Марчиано. Вынужденный жить на небольшую зарплату, участвуя в поединках местного клуба и неспособный найти работу где-либо ещё, Рокки получил работу в качестве коллектора для Тони Гаццо, местного ростовщика, только чтобы сводить концы с концами. Его прозвище — «Итальянский Жеребец», которое он придумал себе из-за своего итальянского происхождения. Настоящее имя боксера — Роберто. Когда родился маленький Бальбоа, Марчиано еще не был широко известен. А вот когда Роберто Бальбоа начал заниматься боксом, по созвучию имен получил прозвище в честь земляка и на тот момент уже чемпиона — Рокки.
Рокки Бальбоа женится на Адриане Пеннино в начале 1976 года (фильм «Рокки 2»). Они были женаты в течение 26 лет, пока Адриана не умерла от рака. Её брат Полли был лучшим другом Рокки. От Адрианы у Рокки есть сын Роберт (Рокки) Бальбоа-младший, который, в отличие от отца, использует имя Роберт. Он родился в 1976 году. В восьмом фильме выясняется, что у Роберта теперь есть сын Логан, и в конце фильма Рокки видит его впервые в жизни, хотя мальчику уже несколько лет.
Как свидетельствуют его беседы со священником, отцом Кармине, Рокки понимает итальянский язык очень хорошо; однако неизвестно, говорит ли он на языке сам, потому что отвечает отцу Кармине на английском. Также Рокки имеет собственный ресторан «У Адрианы», названный в честь жены. Помимо Полли, близкими друзьями Рокки были его бывший противник Аполло Крид и его тренер Тони (Дюк) Эверс, впоследствии ставшие его тренерами после смерти Микки Голдмила. В четвёртом фильме Крид погиб в поединке с русским боксером Иваном Драго, и жажда мести стала для Рокки главным стимулом бросить вызов Драго.
В седьмом фильме Рокки стал тренером Адониса Крида — внебрачного сына Аполло, к которому позже привязался как к племяннику. В восьмом фильме Рокки стал крёстным отцом дочери Адониса.

## Тренерская и предпринимательская карьера
- В четвертом фильме Рокки первый раз выступает помощником тренера Тони «Дюк» Эверса. Вместe они выступают тренерами Аполло Крида в бою против Ивана Драго. По просьбе израненного Крида, Рокки не останавливает бой. В результате Аполло погибает от травм.
- В пятом фильме Рокки приводит простого уличного парня Томми Ганна к титулу чемпиона мира, но тот предаёт Рокки, уйдя к другому промоутеру.
- В седьмом фильме внебрачный сын Аполло Крида — Адонис Крид, уговаривает Рокки стать его тренером. В результате Крид почти становится чемпионом мира, проиграв только раздельным решением судей.
- В фильме «Крид 2» Рокки снова выступает тренером Адониса.

Потеряв все деньги и уйдя в отставку в пятом фильме, в шестом он открывает небольшое, но успешное кафе «У Адрианы» (название в честь жены), посвящённое его боксерской карьере, где главный герой седьмого фильма — Адонис Крид, знакомится со своим будущим тренером Рокки.

## Культурное влияние
- Рокки Бальбоа был назван 7-м из 100 великих героев за 100 лет.
- Персонаж Рокки увековечен бронзовой статуей, установленной около Лестницы Рокки в Филадельфии, из известной сцены в фильме Рокки.
- В декабре 2010 было объявлено, что персонаж Рокки Бальбоа должны ввести в зал славы бокса. В 2011 году Рокки Бальбоа был введён в зал славы.
- 6 апреля 2018 на пьедестале монумента Рокки в Филадельфии была открыта мемориальная доска. В церемонии принял участие актер Сильвестр Сталлоне, сыгравший роль Бальбоа в фильме.[4]
- Очень популярен игровой автомат (аппарат-силомер) Rocky Boxer. Нанося удары по груше, можно проверять силу своего удара.
- Казахстанский боксёр Василий Жиров, олимпийский чемпион 1996 года и чемпион мира по версии IBF (1999—2003), рассказывал:

Я пришёл в бокс после того как увидел фильм „Рокки“, я загорелся желанием быть как Рокки. Первый раз на ринге было больно, пропускал удары, были синяки. Я сказал, что пройду через это, это не так уж и больно, не так уж досадно, это может сделать жизнь лучше.— Интервью порталу Zakon.kz, 2016 год

### В компьютерных играх
Рокки Бальбоа является персонажем нескольких компьютерных игр:
1. 1983 — Rocky Super Action Boxing;
2. 1987 — Rocky
3. 2002 — Rocky
4. 2004 — Rocky Legends
5. 2007 — Rocky Balboa
6. 2009 — Fight Night Round 4
7. 2011 — Fight Night Champion
8. 2015 — Real Boxing 2 Rocky
9. 2015 — мобильная игра «Real Boxing 2 Creed». Рокки Бальбоа задействован в роли тренера Крида-младшего и является неигровым персонажем.
10. 2021 — Big Rumble Boxing: Creed Champions

## Цитаты
- Страх — лучший друг боксёра! И тут нечего стыдиться… Страх, как огонь, горит внутри тебя. Если научишься его контролировать — ты почувствуешь жар в груди, но если он будет контролировать тебя — он спалит и тебя и все вокруг.
- Самая поганая вещь в боксе — это утро после поединка. После боя ты одна сплошная рана. Хочется вызвать такси, чтобы до туалета добраться.
- Важно то, во что ты веришь на ринге.
- Неважно, как ты ударишь, а важно то, какой удар держишь.